# آن غريغ
آن غريغ (بالإنجليزية: Anne Gregg)‏ هي مقدمة تلفزيونية بريطانية، ولدت في 11 فبراير 1940 في بلفاست في المملكة المتحدة، وتوفيت في 5 سبتمبر 2006 بسبب سرطان.